# Майдер Унда
Майдер Унда Гонсалес де Аудікана (ісп. Maider Unda González de Audicana; нар. 2 липня 1977, Віторія, Країна Басків) — іспанська борчиня вільного стилю, бронзова призерка чемпіонату світу, срібна та дворазова бронзова призерка чемпіонатів Європи, бронзова призерка Європейських ігор, бронзова призерка Олімпійських ігор.

## Життєпис
Боротьбою почала займатися з 1998 року.
Виступала за борцівський клуб «Escuela Alavesa» Віторія. Тренер — Луїс Креспо (з 1998).

## Спортивні результати на міжнародних змаганнях

### Виступи на Олімпіадах
| Змагання                    | Збірна  | Вагова категорія          | Місце  |
| --------------------------- | ------- | ------------------------- | ------ |
| Літні Олімпійські ігри 2008 | Іспанія | жіноча боротьба, до 72 кг | 5      |
| Літні Олімпійські ігри 2012 | Іспанія | жіноча боротьба, до 72 кг | Бронза |

### Виступи на Чемпіонатах світу
| Змагання                        | Збірна  | Вагова категорія          | Місце  |
| ------------------------------- | ------- | ------------------------- | ------ |
| Чемпіонат світу з боротьби 2000 | Іспанія | жіноча боротьба, до 75 кг | 12     |
| Чемпіонат світу з боротьби 2001 | Іспанія | жіноча боротьба, до 68 кг | 8      |
| Чемпіонат світу з боротьби 2002 | Іспанія | жіноча боротьба, до 72 кг | 16     |
| Чемпіонат світу з боротьби 2005 | Іспанія | жіноча боротьба, до 72 кг | 15     |
| Чемпіонат світу з боротьби 2006 | Іспанія | жіноча боротьба, до 72 кг | 13     |
| Чемпіонат світу з боротьби 2007 | Іспанія | жіноча боротьба, до 72 кг | 5      |
| Чемпіонат світу з боротьби 2009 | Іспанія | жіноча боротьба, до 72 кг | Бронза |
| Чемпіонат світу з боротьби 2010 | Іспанія | жіноча боротьба, до 72 кг | 5      |
| Чемпіонат світу з боротьби 2011 | Іспанія | жіноча боротьба, до 72 кг | 25     |
| Чемпіонат світу з боротьби 2015 | Іспанія | жіноча боротьба, до 75 кг | 20     |

### Виступи на Чемпіонатах Європи
| Змагання                         | Збірна  | Вагова категорія          | Місце  |
| -------------------------------- | ------- | ------------------------- | ------ |
| Чемпіонат Європи з боротьби 2001 | Іспанія | жіноча боротьба, до 68 кг | 8      |
| Чемпіонат Європи з боротьби 2002 | Іспанія | жіноча боротьба, до 72 кг | 5      |
| Чемпіонат Європи з боротьби 2005 | Іспанія | жіноча боротьба, до 72 кг | 8      |
| Чемпіонат Європи з боротьби 2007 | Іспанія | жіноча боротьба, до 72 кг | 16     |
| Чемпіонат Європи з боротьби 2008 | Іспанія | жіноча боротьба, до 72 кг | 12     |
| Чемпіонат Європи з боротьби 2009 | Іспанія | жіноча боротьба, до 72 кг | 11     |
| Чемпіонат Європи з боротьби 2010 | Іспанія | жіноча боротьба, до 72 кг | Бронза |
| Чемпіонат Європи з боротьби 2012 | Іспанія | жіноча боротьба, до 72 кг | Бронза |
| Чемпіонат Європи з боротьби 2013 | Іспанія | жіноча боротьба, до 72 кг | Срібло |

### Виступи на Європейських іграх
| Змагання              | Збірна  | Вагова категорія          | Місце  |
| --------------------- | ------- | ------------------------- | ------ |
| Європейські ігри 2015 | Іспанія | жіноча боротьба, до 75 кг | Бронза |

### Виступи на інших змаганнях
| Змагання                                                         | Збірна  | Вагова категорія          | Місце  |
| ---------------------------------------------------------------- | ------- | ------------------------- | ------ |
| Austrian Ladies Open 2001                                        | Іспанія | жіноча боротьба, до 68 кг | 6      |
| Середземноморські ігри 2001                                      | Іспанія | жіноча боротьба, до 68 кг | Бронза |
| Klippan Lady Open 2002                                           | Іспанія | жіноча боротьба, до 72 кг | 4      |
| Тестовий турнір FILA 2004                                        | Іспанія | жіноча боротьба, до 72 кг | Срібло |
| Олімпійський кваліфікаційний турнір з боротьби 2004 (Туніс)      | Іспанія | жіноча боротьба, до 72 кг | 19     |
| Олімпійський кваліфікаційний турнір з боротьби 2004 (Мадрид)     | Іспанія | жіноча боротьба, до 72 кг | 7      |
| Гран-прі Німеччини з боротьби 2006                               | Іспанія | жіноча боротьба, до 72 кг | Срібло |
| Austrian Ladies Open 2006                                        | Іспанія | жіноча боротьба, до 72 кг | Золото |
| Гран-прі Німеччини з боротьби 2007                               | Іспанія | жіноча боротьба, до 72 кг | Бронза |
| Klippan Lady Open 2008                                           | Іспанія | жіноча боротьба, до 72 кг | Срібло |
| Austrian Ladies Open 2008                                        | Іспанія | жіноча боротьба, до 72 кг | Золото |
| Міжнародний меморіал Дейва Шульца 2010                           | Іспанія | жіноча боротьба, до 72 кг | 4      |
| Klippan Lady Open 2010                                           | Іспанія | жіноча боротьба, до 72 кг | 9      |
| Золотий Гран-прі з боротьби 2010 (Кліппан )                      | Іспанія | жіноча боротьба, до 72 кг | 9      |
| Austrian Ladies Open 2010                                        | Іспанія | жіноча боротьба, до 72 кг | Бронза |
| Турнір Дана Колова — Николи Петрова 2012                         | Іспанія | жіноча боротьба, до 72 кг | Бронза |
| Золотий Гран-прі з боротьби 2012 (Кліппан )                      | Іспанія | жіноча боротьба, до 72 кг | Срібло |
| Олімпійський кваліфікаційний турнір з боротьби 2012 (Софія)      | Іспанія | жіноча боротьба, до 72 кг | Бронза |
| Олімпійський кваліфікаційний турнір з боротьби 2012 (Тайюань)    | Іспанія | жіноча боротьба, до 72 кг | 9      |
| Олімпійський кваліфікаційний турнір з боротьби 2012 (Гельсінкі)  | Іспанія | жіноча боротьба, до 72 кг | Золото |
| Austrian Ladies Open 2012                                        | Іспанія | жіноча боротьба, до 72 кг | Бронза |
| Гран-прі Іспанії з боротьби 2012                                 | Іспанія | жіноча боротьба, до 72 кг | Бронза |
| Klippan Lady Open 2013                                           | Іспанія | жіноча боротьба, до 72 кг | Бронза |
| Гран-прі Парижа з боротьби 2015                                  | Іспанія | жіноча боротьба, до 75 кг | 8      |
| Кубок Гранми з боротьби 2015                                     | Іспанія | жіноча боротьба, до 75 кг | Бронза |
| Середземноморський чемпіонат з боротьби 2015                     | Іспанія | жіноча боротьба, до 75 кг | Золото |
| Гран-прі Німеччини з боротьби 2015                               | Іспанія | жіноча боротьба, до 75 кг | 10     |
| Гран-прі Іспанії з боротьби 2015                                 | Іспанія | жіноча боротьба, до 75 кг | Бронза |
| Золотий Гран-прі з боротьби 2015                                 | Іспанія | жіноча боротьба, до 75 кг | Бронза |
| Гран-прі Парижа з боротьби 2016                                  | Іспанія | жіноча боротьба, до 75 кг | 5      |
| Олімпійський кваліфікаційний турнір з боротьби 2016 (Зренянин)   | Іспанія | жіноча боротьба, до 75 кг | 5      |
| Олімпійський кваліфікаційний турнір з боротьби 2016 (Улан-Батор) | Іспанія | жіноча боротьба, до 75 кг | 10     |
| Олімпійський кваліфікаційний турнір з боротьби 2016 (Стамбул)    | Іспанія | жіноча боротьба, до 75 кг | 10     |